# Tamara Iossifowna Balesina
Tamara Iossifowna Balesina, geboren Kaplun, (russisch Тамара Иосифовна Балезина, урожд. Каплун; * 15. Apriljul. / 28. April 1913greg. in Starobelsk; † 11. August 2010 in Moskau) war eine sowjetische bzw. russische Mikrobiologin.

## Leben
Die Arzttochter Kaplun absolvierte die siebenjährige Schule und das zweijährige Industrie-Berufsschultechnikum mit Ausbildung zur Traktoristin. 1929 begann sie das Studium am Stalin-Medizin-Institut in Donezk, um 1931 an das Medizin-Institut Kuibyschew versetzt zu werden. Sie schloss das Studium 1935 in der Hygiene-Fakultät mit Auszeichnung ab. Darauf arbeitete sie als Bakteriologie-Ärztin in der Poliklinik am Bahnhof Sysran I in Sysran. 1936 begann sie die Aspirantur für Mikrobiologie. Sie heiratete 1937 den Chemiker Stepan Balesin (1904–1982), der am Medizin-Institut Kuibyschew lehrte und 1938 an das Pädagogik-Institut Moskau versetzt wurde. Darauf wechselte sie in die Aspirantur am Allunionsinstitut für Experimentelle Medizin (WIEM) in Moskau.
Nach dem Abschluss der Aspirantur wurde Balesina 1942 Mitarbeiterin des WIEM in der Abteilung für Biochemie der Mikroben unter der Leitung Sinaida Jermoljewas. Dort war Balesina direkt an der Präparation des sowjetischen Penicillins beteiligt. Am 7. Juni 1944 verteidigte sie ihre Dissertation über Gewinnung, Untersuchung und klinische Anwendung des Penicillins mit Erfolg für die Promotion zur Kandidatin der biologischen Wissenschaften. In dem 1945 gegründeten Institut für biologische Infektions-Prophylaxe mit der Direktorin Jermoljewa wurde Balesina wissenschaftliche Senior-Mitarbeiterin. 1947 wurde dieses Institut das Allrussische Forschungsinstitut für Penicillin und andere Antibiotika. Es folgten für Balesina weitere Institutswechsel, darunter das Gamaleja-Institut für Epidemiologie und Mikrobiologie. Schließlich leitete sie im Moskauer Iwanowski-Forschungsinstitut für Virologie das Kabinett für Interferone.
Balesina ging 1983 in Pension und wurde ehrenamtliche Empfangsdame im Gesundheitsraum bei der Russischen Plechanow-Wirtschaftsuniversität (REU). Ihr Sohn Alexander Stepanowitsch Balesin (* 1952) war Historiker geworden.
Balesina starb am 11. August 2010 in Moskau. Ihre Urne wurde im Kolumbarium des Wagankowoer Friedhofs beigesetzt.

## Ehrungen, Preise
- Medaille „Für heldenmütige Arbeit im Großen Vaterländischen Krieg 1941–1945“
- Medaille „Veteran der Arbeit“
- Medaille „50. Jahrestag des Sieges im Großen Vaterländischen Krieg 1941–1945“
- Medaille „60. Jahrestag des Sieges im Großen Vaterländischen Krieg 1941–1945“
- Medaille „65. Jahrestag des Sieges im Großen Vaterländischen Krieg 1941–1945“